# 귀여운 빌리 (1950년 영화)

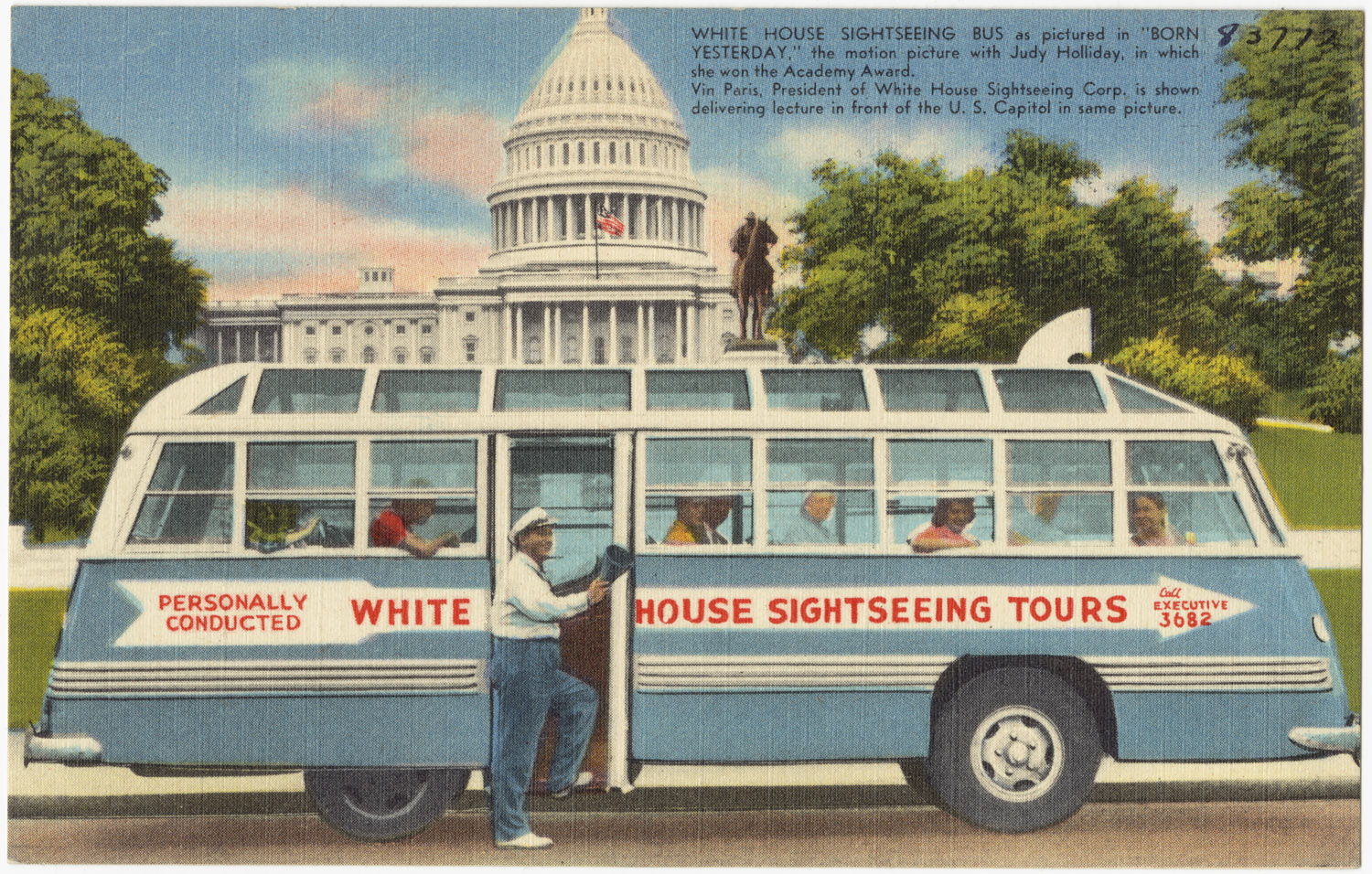
영화에 묘사된 백악관 관광 버스

《귀여운 빌리》(영어: Born Yesterday)는 미국에서 제작된 조지 큐커 감독의 1950년 로맨틱 코미디 드라마 영화이다. 주디 홀리데이, 브로더릭 크로퍼드, 윌리엄 홀든 등이 출연하였고, S. 실번 사이먼 등이 제작에 참여하였다.
1993년 동명의 리메이크 영화가 개봉하였다.
2006년 이 영화는 미국 의회도서관에 의해 문화적으로, 역사적으로, 미적으로 중요성을 인정받아 미국 국립영화등기부에 선정, 보존되었다.

## 출연진
- 주디 홀리데이
- 브로더릭 크로퍼드
- 윌리엄 홀든
- 하워드 세인트존
- 프랭크 오토
- 래리 올리버
- 바버라 브라운
- 그랜던 로즈
- 클레어 칼턴

## 기타 제작진
- 미술: 해리 호너
- 의상: 진 루이스
- 음악 감독: 모리스 스톨로프